# Dag Kesaman
Dag Kesaman är en ort i Azerbajdzjan.   Den ligger i distriktet Ağstafa Rayonu, i den västra delen av landet, 400 km väster om huvudstaden Baku. Dag Kesaman ligger 377 meter över havet och antalet invånare är 6 866.
Terrängen runt Dag Kesaman är platt norrut, men söderut är den kuperad. Terrängen runt Dag Kesaman sluttar norrut. Närmaste större samhälle är Qazax, 2,5 km väster om Dag Kesaman.
Trakten runt Dag Kesaman består till största delen av jordbruksmark. Runt Dag Kesaman är det ganska tätbefolkat, med 72 invånare per kvadratkilometer.